# Andrzej Władysław Wiśniewski
Andrzej Władysław Wiśniewski (ur. 1950) – polski prawnik, doktor habilitowany nauk prawnych, docent Uniwersytetu Warszawskiego, specjalista w zakresie prawa międzynarodowego prywatnego i prawa handlowego.

## Życiorys
W 1978 na Wydziale Prawa i Administracji Uniwersytetu Warszawskiego na podstawie rozprawy pt. Zwolnienie od odpowiedzialności kontraktowej na podstawie ogólnych dostaw RWPG otrzymał stopień naukowy doktora nauk prawnych w zakresie prawa. Tam też w 2013 na podstawie dorobku naukowego oraz rozprawy pt. Międzynarodowy arbitraż handlowy w Polsce. Zagadnienia statusu prawnego arbitrażu i arbitrów uzyskał stopień doktora habilitowanego nauk prawnych w dyscyplinie prawo, specjalność: międzynarodowe prawo prywatne. Został docentem Uniwersytetu Warszawskiego w Instytucie Prawa Międzynarodowego.